# Osredci (Gračac)
Osredci falu Horvátországban Zára megyében. Közigazgatásilag Gračachoz tartozik.

## Fekvése
Zárától légvonalban 78, közúton 105 km-re északkeletre, községközpontjától légvonalban 26, közúton 41 km-re keletre, Lika déli részén, a bosnyák határ mellett fekszik.

## Története
A török kiűzése (1685) után pravoszlávokkal betelepített likai falvak közé tartozik. A településnek 1857-ben 482, 1910-ben 779 lakosa volt. Az első világháború után előbb a Szerb-Horvát-Szlovén Királyság, majd Jugoszlávia része lett. 1991-ben teljes lakossága szerb nemzetiségű volt. Lakói még ez évben csatlakoztak a Krajinai Szerb Köztársasághoz. A horvát hadsereg 1995 augusztusában a Vihar hadművelet során foglalta vissza a települést. Szerb lakói elmenekültek. A településnek 2011-ben 42 lakosa volt.

## Lakosság
| Lakosság változása | Lakosság változása | Lakosság változása | Lakosság változása | Lakosság változása | Lakosság változása | Lakosság változása | Lakosság változása | Lakosság változása | Lakosság változása | Lakosság változása | Lakosság változása | Lakosság változása | Lakosság változása | Lakosság változása | Lakosság változása |
| ------------------ | ------------------ | ------------------ | ------------------ | ------------------ | ------------------ | ------------------ | ------------------ | ------------------ | ------------------ | ------------------ | ------------------ | ------------------ | ------------------ | ------------------ | ------------------ |
| 1857               | 1869               | 1880               | 1890               | 1900               | 1910               | 1921               | 1931               | 1948               | 1953               | 1961               | 1971               | 1981               | 1991               | 2001               | 2011               |
| 482                | 568                | 539                | 669                | 725                | 779                | 801                | 715                | 365                | 388                | 319                | 269                | 231                | 190                | 38                 | 42                 |

## Nevezetességei
A településen a népi építészet jellegzetes példái találhatók.